# Ergenekon

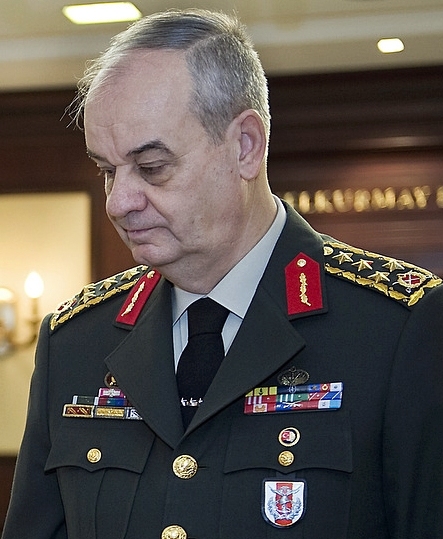
Le général turc Ilker Basbug reconnu coupable d'avoir appartenu au réseau Ergenekon

Ergenekon est le nom d'un présumé réseau criminel turc qui serait composé de militants de l'extrême droite ainsi que de la gauche républicaine, d'officiers de l'armée et de la gendarmerie, de magistrats, de mafieux, d'universitaires et de journalistes.
L'affaire, extrêmement complexe et controversée, a vu une partie des politiques turcs, en particulier du Parti républicain du peuple (CHP), accuser le Parti de la justice et du développement (AKP), le parti islamo-conservateur au pouvoir depuis 2002, de vouloir discréditer ses adversaires, tandis qu'au contraire de nombreuses personnes ont été inculpés pour « conspiration contre l'État » et l'AKP.
En tout, 300 personnes ont été arrêtées de juin 2007 à novembre 2009, et 194 inculpées dans le procès Ergenekon, à des titres divers(conspirations, tentatives d'assassinat contre le prix Nobel Orhan Pamuk ou le Premier ministre Recep Tayyip Erdoğan lui-même, ou assassinats des journalistes Hrant Dink et Ugur Mumcu). Les enquêtes auraient montré qu'Ergenekon dirigeait des escadrons de la mort visant tout sympathisant, de près ou de loin, du PKK kurde.
De nombreuses caches d'armes ont été découvertes, ainsi que des plans d'attentats false flags, ce qui a amené les commentateurs, avec les nombreuses détentions de militaires ou de politiques, à considérer Ergenekon comme le fruit d'une mutation de contre-guérilla, (réseau anticommuniste de l'OTAN) et de l'« État profond » (deep state ou « État dans l'État »), après la guerre froide, vers une orientation anti-occidentale et anti-européenne (ce qui n'arrangerait pas les relations avec l'AKP qui poursuit les négociations entre la Turquie et l'UE).

## Origine du nom
Ergenekon est à l'origine le nom d'une vallée mythique des montagnes de l’Altaï, au fin fond de l’Asie centrale, d’où seraient originaires les tribus turques « originelles. » Selon la légende, une louve au pelage gris-bleu aurait incité ces féroces guerriers à quitter leurs montagnes pour se lancer à la conquête du vaste monde. Et c’est ainsi que, conduits par le canidé, les Turcs auraient commencé d'Asie centrale et ont avancé vers la Méditerranée, pour se rendre d’abord maîtres de l’Anatolie à la fin du XIe siècle, avant de conquérir une grande partie du bassin méditerranéen et des Balkans, à l'époque ottomane. Sur les très fortes connotations politiques du mot Ergenekon, lire Étienne Copeaux, Espaces et temps de la nation turque, CNRS Éditions, 1997. Un extrait de ce livre, « Ergenekon, un nom mythique très prisé en politique », est disponible en ligne sur le site susam-sokak.fr.

## La découverte d'Ergenekon
Ce réseau aurait eu pour objectif principal de renverser en 2003 l'AKP. Le réseau ultra-nationaliste et pan-turquiste aurait aussi été impliqué dans l'assassinat du journaliste arménien Hrant Dink en 2007. Un grand nombre de membres présumés (tr) ont été incarcérés en attente de leur procès ; plusieurs centaines de personnes ont été interrogées, dont 200 militaires :
- les généraux Veli Küçük (en), accusé d'avoir organisé un coup d'État, Hurşit Tolon (tr) et Şener Eruygur (tr) (ces deux derniers arrêtés en 2008[6]), et Doğu Perinçek, leader du Parti des travailleurs (extrême gauche ultra-nationaliste ou nationaliste révolutionnaire) ;
- de nombreux membres du JİTEM, le groupe de renseignements de la Gendarmerie, impliqué dans le conflit PKK-Turquie, dont Arif Doğan (tr)[7], qui avoua avoir été le chef de JITEM, groupe dont l'existence même avait été auparavant niée ;
- les membres du groupe ultra-nationaliste Kuvayı Milliye Derneği (en) (« Société des forces nationales »), dont l'ex-général Fikri Karadağ (en), accusé de l'assassinat en 2001 de l'homme d'affaires Üzeyir Garih (en);
- Tuncay Özkan (tr), l'ancien président de Kanal Türk (en), arrêté en septembre 2008 ;
- Tanju Güvendiren, ancien membre de la Cour militaire suprême d'appel ;
- le chef de police Adil Serdar Saçan (en), chargé du Département contre le crime organisé à Istanbul, arrêté le 23 septembre 2008 ;
- İbrahim Şahin (en), ancien chef des forces spéciales de police arrêté en janvier 2009 avec 36 autres personnes [6]; Şahin est accusé entre autres d'avoir voulu assassiner des Arméniens à Sivas, tandis que le groupe arrêté avec lui est accusé d'avoir voulu assassiner le Premier ministre Recep Erdoğan, l'ex-chef d'état-major Yaşar Büykanıt, le journaliste Fehmi Koru (en), le prix Nobel Orhan Pamuk et des membres du DTP kurde[6];
- le capitaine Mustafa Levent Göktaş (en), membre des Forces spéciales qui avait participé à la capture d'Abdullah Öcalan en 1999, et qui fut arrêté en janvier 2009[8] ;
- l'ancien maire d'Istanbul Bedrettin Dalan (en), fondateur du parti de droite DMP qui fusionna avec le Parti de la juste voie (DYP), en cavale aux États-Unis[6];

L'enquête commença avec la découverte, en juin 2007, d'un dépôt d'armes à Istanbul contenant 27 grenades,. Plusieurs autres dépôts (grenades, pistolets, kalachnikovs, lance-flammes, trois missiles léger anti-char, etc.) ont été découverts par la suite, par exemple à Ankara. L'instruction étant en cours depuis le 28 juillet 2008, de nombreuses voix se sont élevées contre la durée particulièrement longue de la détention préventive des prévenus[réf. nécessaire].
Certains commentateurs politiques émettent l'hypothèse selon laquelle des membres transfuges de ce qui reste du Stay-behind turc (« contre-guérilla »), l'organisation anticommuniste de l'OTAN, et du Deep state (« État profond », ou « État dans l'État »,, impliqué dans le coup d'État de 1980), aient servi de noyau dur autour duquel ont été greffés des dignitaires et autres opposants de la société civile afin de créer de toutes pièces cette organisation. Selon l'ex-leader de la gauche Mihri Belli (tr), « Ergenekon n'est qu'un petit morceau de contre-guérilla ». Selon Today's Zaman, le réseau aurait muté après la fin de la guerre froide, et, au lieu de soutenir l'OTAN contre l'URSS, aurait voulu couper les liens avec l'Occident pour se tourner vers une politique pan-turque (poursuivie par les Loups gris).
L'existence d'Ergenekon était alléguée depuis le scandale de Susurluk en 1996, qui débute par un accident de voiture, dans lequel on trouve le mafieux et membre des Loups gris Abdullah Çatlı, impliqué dans de nombreux assassinats, notamment dans le massacre de Bahçelievler, ainsi qu'un officier de police et le député Sedat Bucak (en) du DYP[réf. nécessaire].

## Le Plan Balyoz
De nombreuses inculpations et condamnations pour conspiration contre l’État sont tombées. La dernière opération en date, « Coup de masse » (Balyoz), visant 49 militaires, a conduit à l’inculpation en février 2010 de sept officiers supérieurs, dont l’ex-général Çetin Doğan (en), accusé d’être le cerveau d’Ergenekon, de quatre amiraux et de deux colonels à la retraite. Ces militaires auraient prévu plusieurs attentats false flag (non revendiqués et rejetés sur d’autres) dans le cadre d’une stratégie de la tension visant à démontrer l’incapacité de l’État et de l’AKP au pouvoir à défendre la population. Ce complot aurait inclus des attentats dans des mosquées, des musées, voire d’un attentat contre un chasseur turc au-dessus de la mer Égée et attribué à l’armée grecque. Des dizaines de milliers d’opposants auraient aussi été arrêtés. Des documents prouvant cette conspiration ont été envoyés au journal libéral Taraf (en), mais les militaires prétendent qu’il ne s’agissait que d’un war game.

## La position du CHP
Une partie de l'opinion turque laïque, en général de centre-gauche et fidèles à l'héritage d'Atatürk, voit dans le procès Ergenekon - lancé comme le procès du siècle par les médias accusés d'être inféodés au gouvernement par ses adversaires - l'ultime acte de l'interminable querelle intestine entre pro-laïcs souverainistes (ulusalcı, selon la formule consacrée par ces mêmes média) de gauche et islamo-conservateurs. Parmi les 300 personnes inculpées figurent cependant de nombreuses personnes n'étant pas de gauche, beaucoup appartenant à l'extrême droite nationaliste. Par ailleurs, Ergenekon a été accusé d'avoir organisé un attentat non seulement contre un tribunal, en 2006, mais, la même année, contre le quotidien de gauche Cumhuriyet,; de même, on a soupçonné Ergenekon d'avoir orchestré l'assassinat du journaliste de gauche Uğur Mumcu: la lecture binaire en opposition « gauche laïque/islamo-conservateur » semble largement défaillante dans ce contexte très complexe, qui fait intervenir l'armée, le JITEM, la police, l'extrême droite, l'extrême gauche nationaliste, le PKK et le conflit avec les Kurdes, etc.
Selon le Parti républicain du peuple (CHP),, le procès Ergenekon ne serait ni plus ni moins qu'une couverture providentielle pour la mise en œuvre par les islamo-conservateurs de leurs desseins, ce que les opposants appellent « l'agenda caché de l'AKP ». Selon l'ex-ministre Aysel Çelikel (tr), l'enquête Ergenekon est ainsi instrumentalisée afin de « ratisser large », en accusant des adversaires laïcs du gouvernement d'avoir participé au complot.

## Position de l'UE
La Commission européenne s'est dite « très préoccupée » par les « sérieuses accusations » contre l'armée, réclamant une enquête « exemplaire ».
Le Parlement européen a voté une résolution le 12 mars 2009, qui déclare notamment que le Parlement
« 12. accueille favorablement l'ouverture du procès contre les membres présumés de l'organisation criminelle Ergenekon; encourage les autorités à poursuivre leurs enquêtes et à mettre au jour les réseaux de l'organisation dont les ramifications s'étendent jusqu'aux structures de l'État; est préoccupé par les informations faisant état du traitement des prévenus dans cette affaire; exhorte les autorités turques à leur garantir un procès équitable, et à respecter strictement les principes de l'État de droit ;(...)

15. salue les travaux menés par la commission d'enquête sur les droits de l'homme de la Grande Assemblée nationale turque dans ses investigations sur la torture et les mauvais traitements en prison et le meurtre du journaliste Hrant Dink; prie instamment les autorités turques de tenir pleinement compte des conclusions des rapports de cette commission et de celles du rapport du service de contrôle du Premier ministre; est également d'avis que l'hypothèse de l'implication d'Ergenekon devrait être plus sérieusement prise en compte dans d'autres affaires non élucidées à ce jour, telles celle du meurtre de Hrant Dink;  »

## Analyses
Pour Soner Cagaptay de Foreign Affairs, il est rapidement devenu clair qu'avec cette affaire, Erdogan - avec l'aide de l'ecclésiastique Fethullah Gulen, le chef du mouvement Gulen, encore allié du pouvoir à l'époque, dont les partisans dans la police, les médias et le système judiciaire ont aidé à concocter des preuves ciblant les opposants démocrates d'Erdogan - a tenté d'éradiquer les laïcs qui contrôlaient depuis longtemps les institutions de l'État. Selon lui, cette enquête approfondie a été largement « peu concluante ».